# Константная функция
Константная функция (также постоянная функция) — функция, которая для любого элемента из области определения возвращает одно и то же заданное значение. Заданная отображением {\displaystyle f\colon X\to Y} функция {\displaystyle f} является константной, если для любых элементов {\displaystyle x_{1},x_{2}\in X} выполняется равенство: {\displaystyle f(x_{1})=f(x_{2})=y}, где {\displaystyle y\in Y}. Это означает, что множество значений функции состоит из одного единственного элемента.
Константная числовая функция {\displaystyle f\colon \mathbb {R} \to \mathbb {R} }, заданная на множестве действительных чисел, является целой рациональной функцией нулевой степени или линейной функцией, график которой проходит параллельно оси абсцисс. Эта функция имеет уравнение вида {\displaystyle f(x)=a}, где {\displaystyle a\in \mathbb {R} }. Такая функция является чётной на всей области определения, и поэтому её график обладает осевой симметрией относительно оси ординат. Производной любой константной функции {\displaystyle f(x)=a} является нулевая функция {\displaystyle f'(x)=0}, которая является специальным случаем константных функций.
Преобразование Фурье константной функции {\displaystyle f(x)=1} даёт дельта-функцию.

## Иллюстрации

Константное отображение множеств
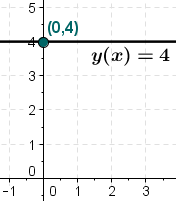
в декартовой системе координат на плоскости
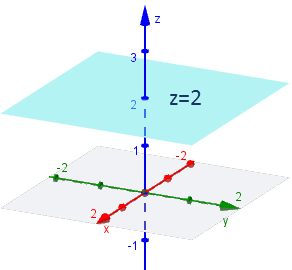
в декартовой системе в пространстве
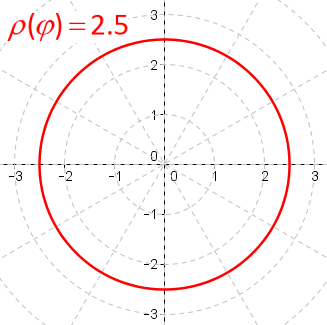
в полярной системе координат